# الا سایکس
الا سایکس یا الا کنستانس سایکس (۱۱ نوامبر ۱۸۶۳ – ۲۳ مارس ۱۹۳۹) سیاح، سفرنامه نویس و نویسنده اهل بریتانیا بود.

## زندگی
سایکس در سال ۱۸۶۳ در استوک نزدیک پلیموث متولد شد. پدرش کشیش ارتش ویلیام سایکس (متولد 1829) و مادرش مری، دختر کاپیتان آنتونی الیور مولزورث، عضو توپخانه سلطنتی، از نوادگان رابرت مولزورث، ویسکونت اول مولزورث بودند. پدرش کشیش افتخاری ملکه ویکتوریا بود. خواهرش اتل سایکس نیز نویسنده بود و تنها برادرشان پرسی سایکس سرتیپ، دیپلمات و نویسنده شد. پدرش ویلیام پسر دوم ریچارد سایکس، از اجلی هاوس، استاک پورت، صاحب شرکت سفیدگری سایکس بود. ریچارد سایکس، بازیکن راگبی بود که شهرهایی را در آمریکا تأسیس کرد، و پسر عموی سر آلن سایکس بود که اولین بارونت نماینده ناتسفورد، چشایر بود.
او در دبیرستان پلیموث و سپس مدرسه شبانه‌روزی سلطنتی برای دختران افسران ارتش در باث تحصیل کرد. او سپس در سال ۱۸۸۱ به کالج زنان آکسفورد که به تازگی افتتاح شده بود، پیوست و در سال ۱۸۸۳ آن را ترک کرد. خواهرش که تحصیلات تقریباً مشابهی داشت، در سال ۱۸۸۴ آنجا را ترک کرد
او آنقدر پول داشت که نیازی به کار نداشت. در سال ۱۸۹۴ برادرش پرسی مأمور ایجاد کنسولگری در کرمان و بلوچستان شد و از او دعوت کرد تا به آنجا بیاید. آنها دو سال را صرف سفر کردند. هنگامی بازگشت به بریتانیا، او از تجربیات سفر خود به ایران برای نگارش کتاب سراسر ایران بر پشت اسباستفاده کرد، که در سال ۱۸۹۸ منتشر شد. این کتاب در سال ۱۳۹۵ شمسی به ترجمه محمدعلی مختاری اردکانی توسط انتشارات مرکز کرمان‌شناسی به فارسی منتشر شد.

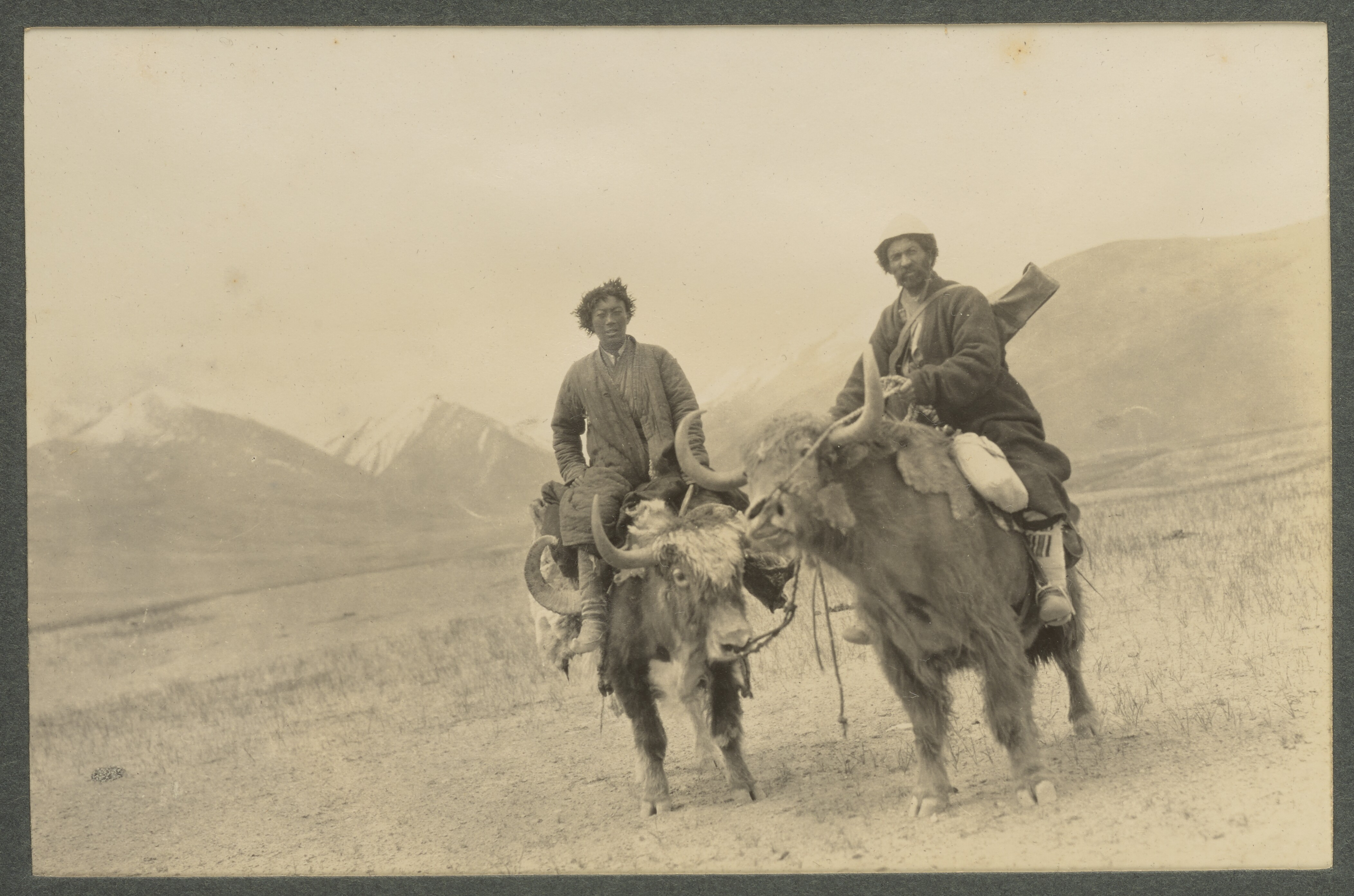
دو مرد سوار بر گاومیش- تصویری از کتاب او و برادرش در میان بیابان‌ها و واحه‌های آسیای مرکزی

او همچنین در حین سفر عکس‌هایی گرفت و آلبومی از عکس‌ها منتشر شد اما همه این عکس‌ها توسط برادرش گرفته شده بود.
در سال ۱۹۱۵ او دوباره برای همراهی برادرش به راه افتاد. از سرپرسی سایکس خواسته شده بود تا زمانی که سر جورج مکارتنی و همسرش کاترین مکارتنی به مرخصی رفته بودند، به عنوان کنسول موقت جانشین او در کاشغر شود. خواهر و برادر باید به تاشکند می‌رفتند و سپس با اسب سواری بر روی گذرگاه‌هایی در ارتفاع ۱۲۰۰۰ فوتی از سطح دریا برای یافتن کاشغر در ترکستان حرکت می‌کردند. سفر آنها بیش از یک ماه طول کشید. او اولین زن بریتانیایی بود که از گذرگاه "کاتا داوان" که ۱۳۰۰۰ فوت ارتفاع داشت عبور کرد. سفر آنها به خانه نیز یک ماه طول کشید و این سفرها در عکس‌ها ثبت شد. در سال ۱۹۲۰ او و برادرش پرسی کتاب "در میان بیابان‌ها و واحه‌های آسیای مرکزی" را منتشر کردند.
الا سایکس در سال ۱۹۳۹ در خانه خود در لندن درگذشت